# 弗雷埃勒
弗雷埃勒（法語：Fréhel，法語發音：[fʁeɛl]）是法国阿摩尔滨海省的一个市镇，位于该省东北部，属于迪南区。

## 历史
该市镇曾于1972年并入市镇普莱沃农，后于2004年从该市镇独立。

## 地理
弗雷埃勒（48°37'41"N, 2°21'58"W）面积18.91 平方千米，位于法国布列塔尼大區阿摩尔滨海省，该省份为法国西北部沿海省份，位于布列塔尼半岛北部，北濒大西洋英吉利海峡，西接菲尼斯泰尔省，南至莫尔比昂省，东临伊勒-维莱讷省。
与弗雷埃勒接壤的市镇（或旧市镇、城区）包括：普莱布勒、普莱沃农、普吕里安。
弗雷埃勒的时区为UTC+01:00、UTC+02:00（夏令时）。

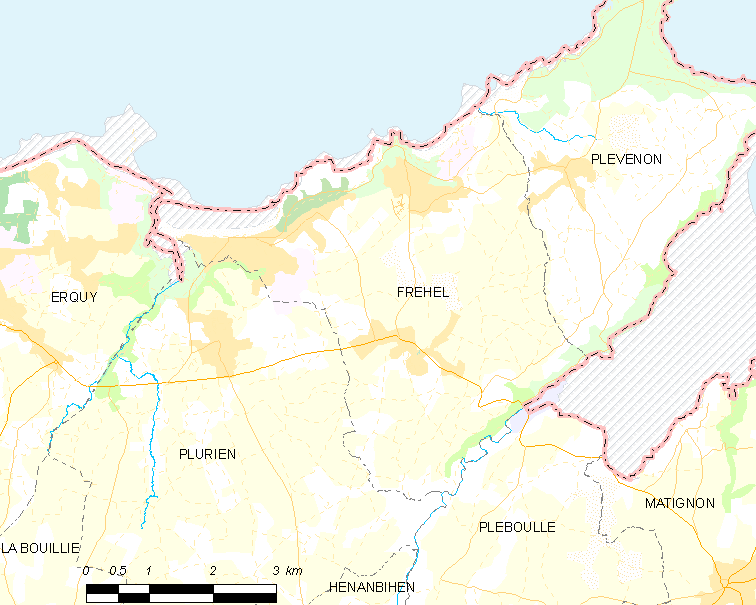
弗雷埃勒的OSM定位图

## 行政
弗雷埃勒的邮政编码为22240，INSEE市镇编码为22179。

## 政治
弗雷埃勒所属的省级选区为普莱讷夫-瓦勒安德烈县。

## 交通
阿摩尔滨海省省道D34线、D117线、D117A线和D786线在境内交汇。

## 人口

1962-2008年间弗雷埃勒人口变化图示

弗雷埃勒于2022年1月1日时的人口数量为1611人。